# Canzoni nel mondo
Canzoni nel mondo es una película a medio camino entre el documental y un musical que hace un repaso por los cantantes italianos de música ligera, alternando canciones con sketches cómicos. Una de las estrellas es Dean Martin, quien aunque estadounidense era hijo de inmigrantes italianos y, muchas veces, cantaba en italiano.

## Otros créditos
- Nacionalidad: Italia y Estados Unidos
- Productora: Felice Testa Gay para Cinegai
- Distribuidora: Paramount
- Color: Technicolor